# Fred Boissonnas

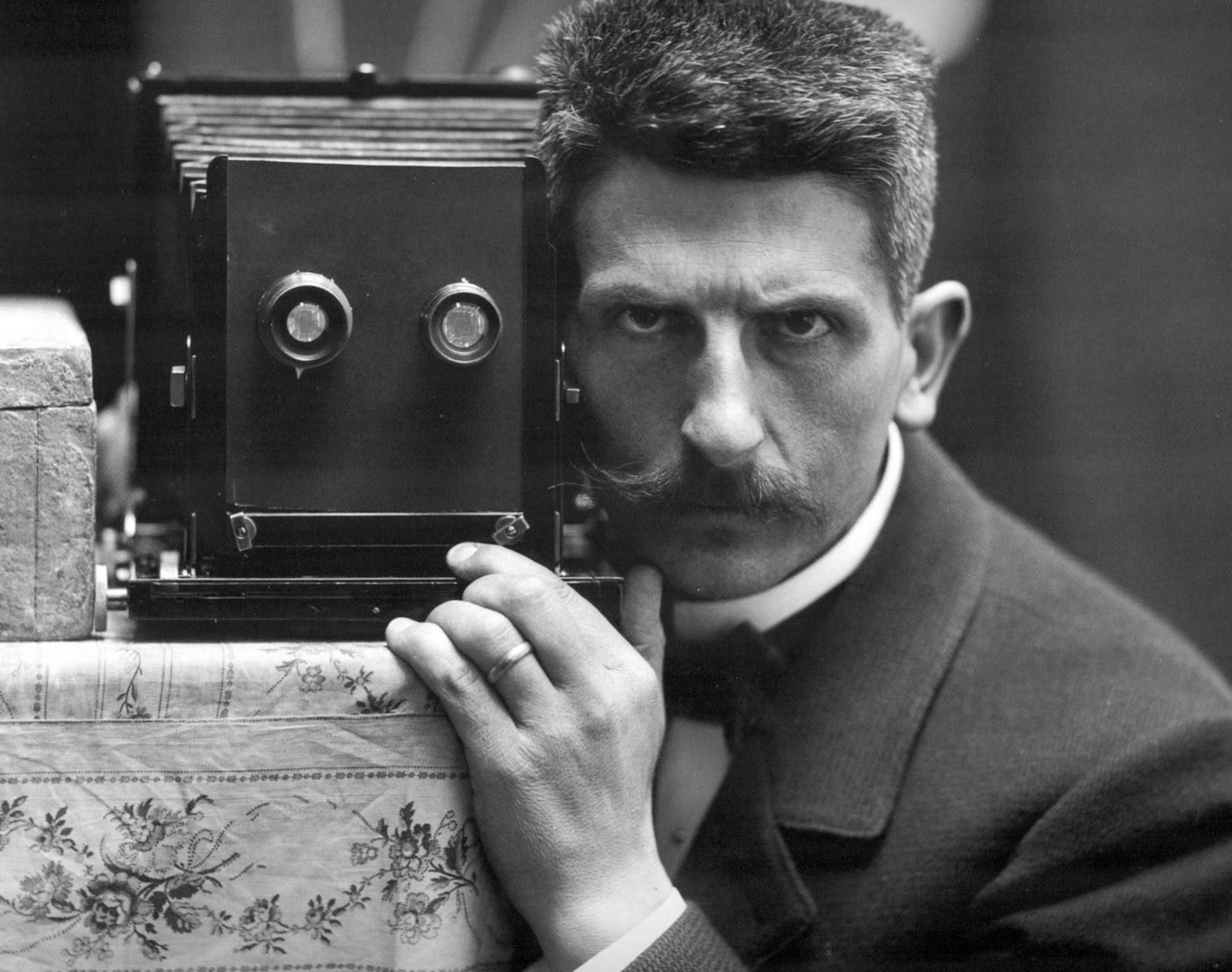
Selbstporträt mithilfe eines Spiegels (1900)

Fred Boissonnas (eigentlich Frédéric Boissonas; * 18. Juni 1858 in Genf; † 17. Oktober 1946 Genf) war ein Schweizer Fotograf, der besonders durch seine Bilder aus Griechenland berühmt wurde.

## Leben
Fred Boissonnas’ Vater Henri Boissonnas war wesentlich daran beteiligt, Genf zu einem frühen Zentrum der Fotografie zu machen. Freds jüngerer Bruder Edmond-Victor (1862–1890) war vor allem von der technischen Seite der Fotografie fasziniert und erregte mit seinen fotografischen Platten an der Ersten Internationalen Kunstausstellung in Wien 1882 Aufsehen. Sein Bruder François-Frédéric (genannt „Fred“) genoss eine stärker auf das Künstlerische ausgerichtete Ausbildung.
Nach einigen Publikationen zu Schweizer Themen gewann er im Jahr 1900 eine Goldmedaille an der Weltausstellung von Paris. Danach wurde er vermehrt international tätig. Von einer ersten Griechenlandreise (zusammen mit Daniel Baud-Bovy) brachte er einige tausend Bilder mit. Boissonnas veröffentlichte 1910 das Buch La Grèce par monts et par vaux mit einer Auswahl dieser Bilder. Weitere Reisen führten ihn 1911, 1912 und 1913 nach Griechenland. 1913 erfolgte auch Boissonnas’ Erstbesteigung des Olymps, die er zusammen mit Baud-Bovy und dem Griechen Christos Kakkalos unternahm. Weitere Reisen führten ihn nach Ägypten und auf den Athos.
Die Bedeutung der Bilder von Boissonnas liegt einerseits in ihrem künstlerischen Rang, der sich vor allem auch im souveränen Umgang mit Licht und Schatten manifestiert. Dazu kommt ihr beträchtlicher dokumentarischer Wert: Boissonnas interessierte sich nicht nur für Altertümer und unberührte Landschaften, sondern auch für die Bewohner des Landes, die er bei ihrer Arbeit oder als posierende Gruppen aufnahm. Sie sind wertvolle Dokumente für die Geschichte Griechenlands im frühen 20. Jahrhundert.

## Publikation
- Fred Boissonnas: ΕΙΚΟΝΕΣ ΤΗΣ ΕΛΛΑΔΟΣ/Images of Greece. Rizarios Foundation, Athen 2001, ISBN 960-85302-6-1. (Texte griechisch und englisch)